# Parigi-Lussemburgo 1963
La Parigi-Lussemburgo 1963, prima edizione della corsa, si svolse dal 3 al 4 agosto su un percorso di 476,5 km ripartiti in due tappe. La vittoria fu appannaggio del tedesco Rudi Altig, che completò il percorso in 11h39'29" precedendo il belga Armand Desmet e il francese Raymond Poulidor.
Erano presenti dieci squadre: Saint Raphael-Gitane, Margnat-Paloma, Mercier, Pelforth, Peugeot, GBC-Libertas, Torpedo-Fichtel&Sachs, Cynar, Faema-Flandria e Bertin; erano iscritti 80 ciclisti ma 3 di loro, tutti della Bertin, non partirono.

## Tappe
| Tappa | Data     | Percorso            | km    | Vincitore di tappa | Leader classifica generale |
| ----- | -------- | ------------------- | ----- | ------------------ | -------------------------- |
| 1ª    | 3 agosto | Parigi > Reims      | 240   | Rudi Altig         | Rudi Altig                 |
| 2ª    | 4 agosto | Reims > Lussemburgo | 236,5 | Raymond Poulidor   | Rudi Altig                 |

## Dettagli delle tappe

### 1ª tappa
- 3 agosto: Parigi > Reims – 240 km

Risultati
| Pos. | Corridore        | Squadra    | Tempo    |
| ---- | ---------------- | ---------- | -------- |
| 1    | Rudi Altig       | St-Raphael | 5h48'51" |
| 2    | Armand Desmet    | Faema      | a 5"     |
| 3    | Joseph Groussard | Pelforth   | a 7'04"  |

| Pos. | Corridore        | Squadra    | Tempo     |
| ---- | ---------------- | ---------- | --------- |
| 1    | Rudi Altig       | St-Raphaël | 11h39'29" |
| 2    | Armand Desmet    | Faema      | a 5"      |
| 3    | Joseph Groussard | Pelforth   | a 7'04"   |

### 2ª tappa
- 4 agosto: Reims > Lussemburgo – 236,5 km

Risultati
| Pos. | Corridore        | Squadra    | Tempo    |
| ---- | ---------------- | ---------- | -------- |
| 1    | Raymond Poulidor | Mercier    | 5h48'46" |
| 2    | Seamus Elliott   | St-Raphaël | a 6"     |
| 3    | Jacques Anquetil | St-Raphaël | a 39"    |

| Pos. | Corridore        | Squadra    | Tempo     |
| ---- | ---------------- | ---------- | --------- |
| 1    | Rudi Altig       | St-Raphaël | 11h39'29" |
| 2    | Armand Desmet    | Faema      | a 5"      |
| 3    | Raymond Poulidor | Mercier    | a 6'57"   |

## Classifica generale
| Pos. | Corridore        | Squadra    | Tempo     |
| ---- | ---------------- | ---------- | --------- |
| 1    | Rudi Altig       | St-Raphaël | 11h39'29" |
| 2    | Armand Desmet    | Faema      | a 5"      |
| 3    | Raymond Poulidor | Mercier    | a 6'57"   |
| 4    | Joseph Groussard | Pelforth   | a ?       |
| 5    | Jean Gainche     | Mercier    | a ?       |
| 6    | Jacques Anquetil | St-Raphaël | a ?       |
| 7    | Henri Anglade    | Pelforth   | a ?       |
| 8    | Attilio Moresi   | Cynar      | a ?       |
| 9    | Carmine Preziosi | Pelforth   | a ?       |
| 10   | Barry Hoban      | Bertin     | a ?       |